# Gerhard VI av Holstein

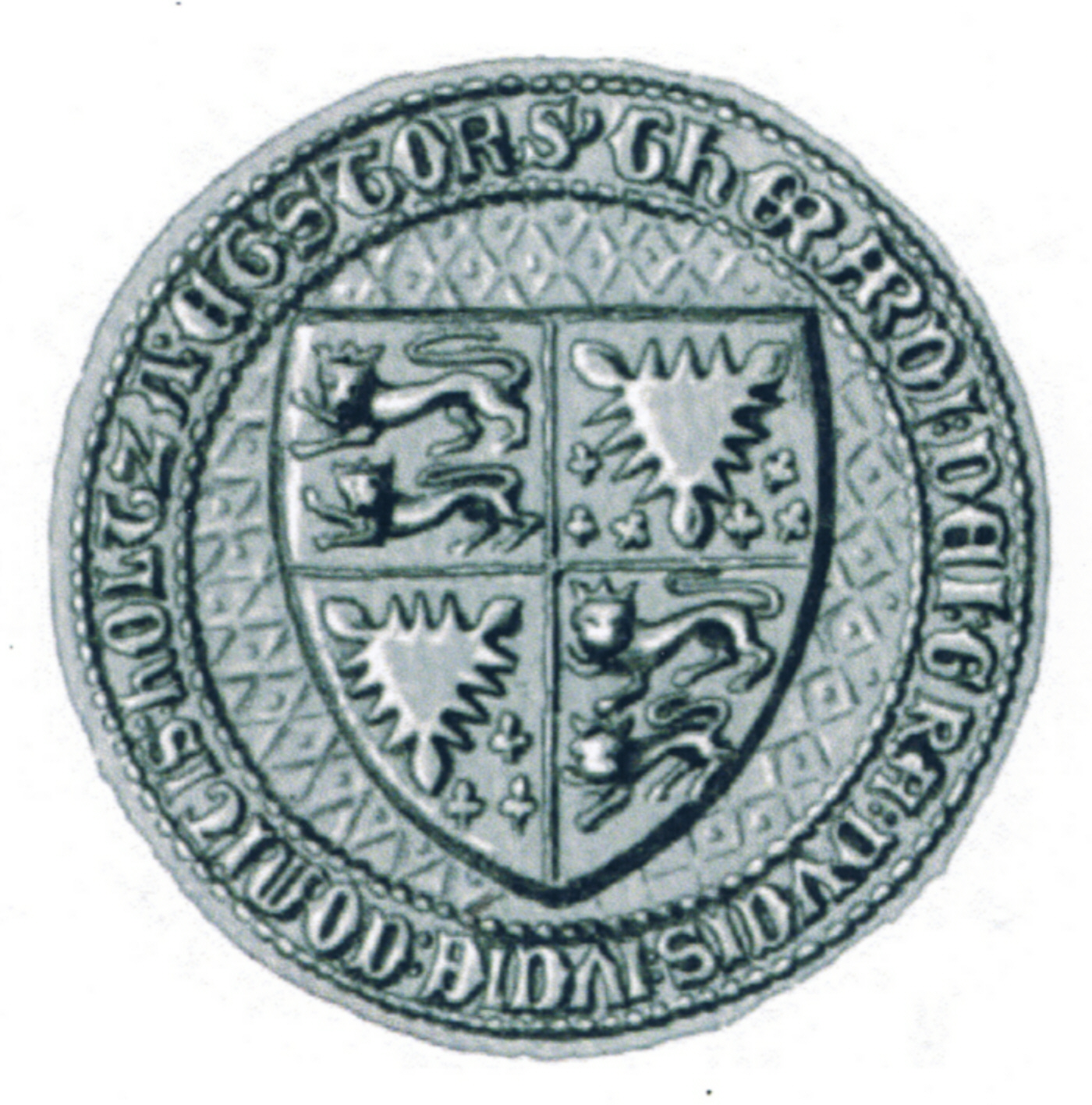
Gerhard VI:s sigill.

Greve Gerhard VI av Holstein, född tidigast 1367, stupad i Süder-Hamme i Ditmarsken 4-5 augusti 1404, begravd i Itzehoe, tysk greve av Holstein-Rendsburg omkring 1382–1404, dansk hertig av Schleswig som Gerhard II 1386–1404. Son till greve Henrik II av Holstein (död 1381/1389) och Ingeborg av Mecklenburg (omkring 1340–1395).

## Biografi
Greve Gerhard fick i Nyborg 1386 i ärftlig förläning det danska hertigdömet Sønderjylland, eller, såsom det från den tiden kallades, Slesvig.
Vid faderns död efterträdde Gerhard denne jämte sina yngre bröder Albrekt och Henrik samt farbrodern Nikolaus (Claus) som greve av Holstein-Rendsburg (danska Holsten-Rensborg) och herre i det erövrade hertigdömet Sønderjylland. Drottning Margareta gjorde dock kronans rätt över hertigdömet gällande, och grevarna erkände kungens överhöghet. Det beslutades att hertigdömet inte skulle delas – det skulle ges som län till Gerhards släkt och ha en manlig regent, och regenten skulle bistå kungen i krig. Den 15 augusti 1386 mottog Gerhard i Nyborg förläningen, på dagen 60 år efter farfaderns förläning.
Grevarna visade sig under de följande åren vara måttligt intresserade av att fullfölja sina påtagna förpliktelser. Drottning Margareta mötte efter kung Olofs död nya svårigheter. Samtidigt som hon drogs in i planerna på en förening av de nordiska rikena säkrade hon freden i söder genom att sluta en överenskommelse om ömsesidig hjälp med hertig Gerhard och grevarna, en överenskommelse där länsplikten utelämnades (1392). Då Erik av Pommern hyllades som kung 1396 vägrade Gerhard vid mötet i Assens att återuppta sitt länslöfte från Nyborg; han erbjöd sig att tjäna kungen mot betalning.
1397 avled farbrodern Claus, och Gerhard delade med sina två bröder upp det holsteinska arvet, vilket utökats med Kiel-delen. Gerhard fick Pløn med östra Holstein och Fehmarn (danska: Femern) samt Hanerau vid Ditmarsken. Hans bröder fordrade även en delning av Sønderjylland, då de ansåg detta vara förvärvat snarare än förlänat, men Gerhard motsatte sig tills vidare en sådan delning. Det beslöts att frågan skulle avgöras nio år i framtiden, men det visade sig att hertig Gerhard inte skulle få leva så länge.
Då brodern Albrecht fann sin död i Ditmarsken 1403 beslöt sig Gerhard för att underkasta detta land. Följande sommar ryckte han in över gränsen med en stor här. I Süder-Hamme, där fienden förskansat sig, vågade han sig alltför långt fram. Gerhard föll här 4 augusti 1404 med blomman av den holsteinska adeln.

## Äktenskap och barn
Gerhard gifte sig 1391 med Katharina Elisabeth av Braunschweig-Lüneburg (död 1417/1422). Paret fick följande barn:
1. Ingeborg av Holstein (1396–1465), abbedissa i Vadstena kloster
2. Henrik IV av Holstein (1397–1427), greve av Holstein och hertig av Schleswig
3. Hedvig av Holstein (1398–1436), gift 1. med furst Balthasar av Mecklenburg-Werle (död 1421), gift 2. med greve Didrik den lycklige av Oldenburg (död 1440)
4. Adolf VIII av Holstein (1401–1459), greve av Holstein och hertig av Schleswig
5. Gerhard VII av Holstein (1404–1433), greve av Holstein och hertig av Schleswig

### Kommentar
Enligt Otto S. Brenner (Lyngby, 1978) blev Gerhard VI greve av Holstein 1384. Gerhards far kan dock ha avlidit så tidigt som 1381 och så sent som 1389.